# John Boulting
Joseph Edward John Boulting , född 21 december 1913 i Bray, Berkshire, död 17 juni 1985 i Sunningdale, Berkshire var en brittisk regissör, filmproducent och manusförfattare.
Boulting samarbetade oftast med sin tvillingbror Roy i deras gemensamma produktionsbolag Charter Film Productions.

## Filmografi i urval
- 1942 – De döda skeppens fyr – producent
- 1947 – Lagt kort ligger – regissör
- 1951 – Det mörka rummet – regissör
- 1956 – Kompaniets svarta får – regissör
- 1959 – Dina pengar är mina pengar – regissör, manusförfattare
- 1959 – Man är väl diplomat – producent
- 1960 – Vår franska fröken – producent
- 1962 – Vilket himla liv – regissör, manusförfattare
- 1965 – De' ä fult att göra miljonkupper – regissör
- 1970 – En flicka på gaffeln – producent